# USKV Hebbes
De Utrechtse Studentenkorfbalvereniging Hebbes is de enige korfbalclub speciaal voor studenten in Utrecht. Hebbes is een acroniem van: Haal Een Bal Beweeg En Schiet.

## Algemeen
In het seizoen 2021-2022 neemt Hebbes met twee zaterdagteams en een midweekteam deel aan de competitie. Hebbes traint en speelt haar thuiswedstrijden op het Sportcentrum Olympos, van de Universiteit Utrecht en Hogeschool Utrecht. Tegenwoordig wordt er tijdens het veldseizoen eens per week op het veld van HKC getraind. Jaarlijks organiseert het haar eigen toernooi, de Domcup, waaraan verschillende studentenkorfbalverenigingen deelnemen.

## Het ontstaan van Hebbes
Op 16 april 1986 wordt er door een enthousiaste groep studerende korfballers besloten om het studentenkorfbal in Utrecht beter te organiseren. De USKF (Utrechtse Studenten Korfbal Federatie) wordt opgericht. In het eerste jaar blijven de activiteiten op korfbalgebied beperkt tot één keer in de week trainen, het deelnemen aan verschillende internationale toernooien en het organiseren van een internationaal toernooi. Omdat de meeste leden meer wilden werden in 1987 de statuten aangenomen en was USKV Hebbes een feit. Hebbes is dan nog geen zelfstandige vereniging. Ze spelen in de Nederlandse competitie onder de vlag van de Utrechtse burgervereniging HKC. Vanaf 1989 speelt Hebbes geheel zelfstandig in de competitie.

## Jonge geschiedenis
Door de jaren heen heeft het eerste team van Hebbes op verschillende niveaus gekorfbald met als hoogtepunt in het seizoen 2001/2002 de promotie in de zaal naar de 1e klasse. Hebbes schreef in dit jaar geschiedenis om als eerste studentenkorfbalvereniging uit te mogen komen in de 1e klasse. Hebbes weigerde echter de promotie, omdat veel leden vertrokken.
Hierna zakte Hebbes terug naar de 4e klasse, maar sinds 2005/2006 groeit Hebbes ook sportief weer. In 2005/2006 werd het ongeslagen kampioen in de zaal en speelt sindsdien 3e klasse. Op het veld werd Hebbes in de seizoenen 2007/2008 en 2011/2012 kampioen in de 4e klasse en degradeerde het uit de 3e klasse in de seizoenen 2010/2011 en 2012/2013.
In 2007/2008 had Hebbes voor het eerst vijf teams, vier in de zaterdag- en één in de midweekcompetitie. In 2015/2016 had Hebbes voor het eerste zes teams, vijf in de zaterdag- en één in de midweekcompetitie. In het seizoen 2022/2023 zal Hebbes nog maar drie teams hebben. In het seizoen 2022/2023 zal het eerste team in de zaal in de 3e klasse en op het veld in de 4e klasse uitkomen, het tweede en derde team zullen in beide competities in het breedtekorfbal uitkomen. Het derde team is in de najaar veldcompetitie kampioen geworden.

## Toernooien
Elk jaar organiseert Hebbes de Domcup. Dit toernooi vindt traditioneel plaats in het eerste weekend van februari. Op zaterdagavond worden de andere studentenkorfbalverenigingen verwelkomd en is er een themafeest. Op zondag strijden twintig teams om de Domcup. De Domcup is een zaaltoernooi en wordt altijd gehouden op Sportcentrum Olympos.
Verder vaardigt Hebbes (bijna) altijd een team af naar de toernooien van de andere studentenkorfbalverenigingen.
Hebbes organiseert ook namens de Universiteit Utrecht en Hogeschool Utrecht de deelname aan het Nederlands Studenten Kampioenschap (NSK) en het European University Championship Korfbal (EUCK), ook wel Europees Studentenkampioenschap (ESK) genoemd. In februari 1997 en april 2008 was Hebbes gastheer van het EUCK.

## Organisatie
Hebbes is aangesloten bij het Koninklijk Nederlands Korfbalverbond (KNKV), waar de Studentenkorfbalcommissie (SKC) de belangen voor de studentenkorfbalverenigingen behartigt.
Het bestuur van Hebbes bestaat uit een voorzitter, een secretaris, een penningmeester, een wedstrijdsecretaris en een commissaris intern en wordt elk jaar op een Algemene Leden Vergadering gekozen. Er bestaan binnen Hebbes vele commissies die enkele taken van het bestuur overnemen:
- de Feko (Feestcommissie) organiseert activiteiten
- de Spoko (Sponsorcommissie) haalt geld binnen door middel van het werven van sponsoren en het organiseren van werkacties
- de Toko (Toernooicommissie) organiseert de Domcup
- de Reko (Redactiecommissie) brengt elke maand het clubblad uit
- de Prik (Promotie- en Introductiecommissie) zorgt voor de ledenwerving en promotie van Hebbes
- de Icie (Internetcommissie) beheert de website
- de Kasko (Kascontrolecommissie) controleert het werk van de penningmeester
- de TC (Technische Commissie) zorgt voor alle korfbaltechnische zaken als selecties, trainingen, trainers, wedstrijden, scheidsrechters etc., maar ook voor materiaal en accommodatie
- de Tripcie (Tripcommissie) organiseert elk jaar de wintersportvakantie van Hebbes
- de Lucie (Lustrumcommissie) bestaat één keer per vijf jaar en organiseert dan de lustrumvieringen.

## Trivia
- Bij Hebbes is de traditionele proost "op Harm!".
- De biermeter van Hebbes heeft de vorm van de Domtoren
- Bij Hebbes is "de Sleek" standaard de burgemeester